# Louis du Bussy
Louis du Bussy (* um 1714 im Piemont; † nach 1750 vermutlich in New York), war ein Waldenser, Arzt und Apotheker in Paramaribo.

## Leben

### Herkunft und Familie
Die genauen Details von Louis du Bussys Herkunft und Jugend sind weitgehend unbekannt. Es ist jedoch bekannt, dass er in eine Zeit des religiösen und sozialen Wandels geboren wurde. Als Waldenser, einer Gruppe von Protestanten, die im 17. Jahrhundert aus den piemontesischen Tälern geflohen waren, war er Teil einer Glaubensgemeinschaft, die aufgrund ihrer Überzeugungen oft Verfolgung und Ausgrenzung erlebte.
Louis du Bussy heiratete Jeanne Esther Faigaux, mit der er zwei Kinder hatte, die in den Jahren 1743 und 1744 geboren wurden.

### Berufliches Wirken auf Suriname
Im Jahr 1746 kam Louis du Bussy auf Kosten der Sozietät von Suriname nach Paramaribo auf Suriname. Diese Handelsgesellschaft, finanziert von der niederländischen Westindien-Kompanie, der Stadt Amsterdam und privaten Investoren, hatte das Ziel, wirtschaftliche Interessen in der Kolonie zu fördern. Louis du Bussy wurde als Arzt im örtlichen Krankenhaus eingestellt und erhielt im November 1747 von der Handelsgesellschaft unter Gouverneur Jan Jacob Mauricius (1691–1768) den Auftrag, die Auswanderung von zehn Schweizer Familien nach Suriname zu organisieren. Diese Initiative war Teil eines letzten Versuchs der Gesellschaft, Hugenotten und Waldenser zur Ansiedlung in Grenzdörfern zu gewinnen, um das Gebiet gegen Überfälle von Marrons, entflohenen Sklaven, zu schützen.

### Rekrutierung von Siedlern
Ende 1747 reiste Louis du Bussy nach Basel, um im Auftrag der Sozietät und des Amsterdamer Rates für die Ansiedlung zu werben. Er konnte zehn Gruppen mit insgesamt 93 Personen rekrutieren, die aus verschiedenen Regionen der Schweiz stammten, neun dieser Gruppen stammten aus dem Baselbiet, die zehnte aus dem Aargau und der Grafschaft Baden. Diese Emigranten sollten Land, Vieh, Lebensmittel und befristet versklavte Arbeiter erhalten, um das zu besiedelnde Grenzland im Distrikt Para auf Suriname zu bewirtschaften.

### Schwierigkeiten in der Kolonie
Nach der Ankunft in Suriname traten schnell Probleme auf. Die Siedler klagten über die Nichteinhaltung des Vertrags, miserable Lebensbedingungen und gewalttätiges Verhalten von Louis du Bussy. Die Spannungen innerhalb der kolonialen Führung waren hoch, und Louis du Bussy geriet in Konflikt mit verschiedenen Plantagenbesitzern und dem französischen Prediger du Voisin. 1749 wurde Louis du Bussy wegen seines gewalttätigen Verhaltens und eines unehelichen Kindes, das er mit einer Siedlertochter gezeugt hatte, vor Gericht gestellt. Diese Vorfälle führten zur Verurteilung und zur Verbannung aus der Kolonie.

### Das Ende von du Bussys Aufenthalt in Suriname
Im Jahr 1750 verließ Louis du Bussy Paramaribo. Berichten zufolge erlitt er 1751 vor der Küste Neu-Englands Schiffbruch, verlor ein Bein und war gezwungen, in New York zu betteln. Danach verliert sich seine Spur, und es gibt keine weiteren Informationen über sein Leben.

### Nachwirkungen und das Schicksal der Schweizer Siedler
Die Schweizer Grenzsiedlung in Para wurde bereits früher Ziel von Raubzügen und wurde im November 1753 erneut von geflüchteten Sklaven ausgeraubt. Im folgenden Monat baten zwei Ehefrauen von kranken Siedlern, die umgesiedelt waren, den Gouverneur um Unterstützung, da das unfruchtbare Land sie nicht ernähren konnte. Diese Bitte war die letzte dokumentierte Nachricht der Schweizer Siedler in der Kolonie.